# Soja Wassiljewna Mironowa
Soja Wassiljewna Mironowa (russisch Зоя Васильевна Миронова; * 13. Februarjul. / 26. Februar 1912greg. in Jadrin, Gouvernement Kasan; † 16. März 1991 in Moskau) war eine sowjetische Metallurgin und Diplomatln tschuwaschischer Herkunft.

## Leben
Die Beamtentochter Mironowa studierte nach dem Schulabschluss 1929 in Jadrin am Moskauer Chemisch-Technischen Mendelejew-Institut mit Abschluss 1935.
Darauf wurde Mironowa Mitarbeiterin des Staatlichen Forschungsinstituts für Seltene Metalle. Mitglied der KPdSU wurde sie 1940 und 1945 Sekretärin des KPdSU-Büros im Forschungsinstitut. Ihre Kandidat-Dissertation verteidigte sie 1949 mit Erfolg für die Promotion zur Kandidatin der technischen Wissenschaften.
Ab 1950 arbeitete Mironowa als Sekretärin für verschiedene Parteigremien und war von 1952 bis 1966 Mitglied der Zentralen Revisionskommission der KPdSU.

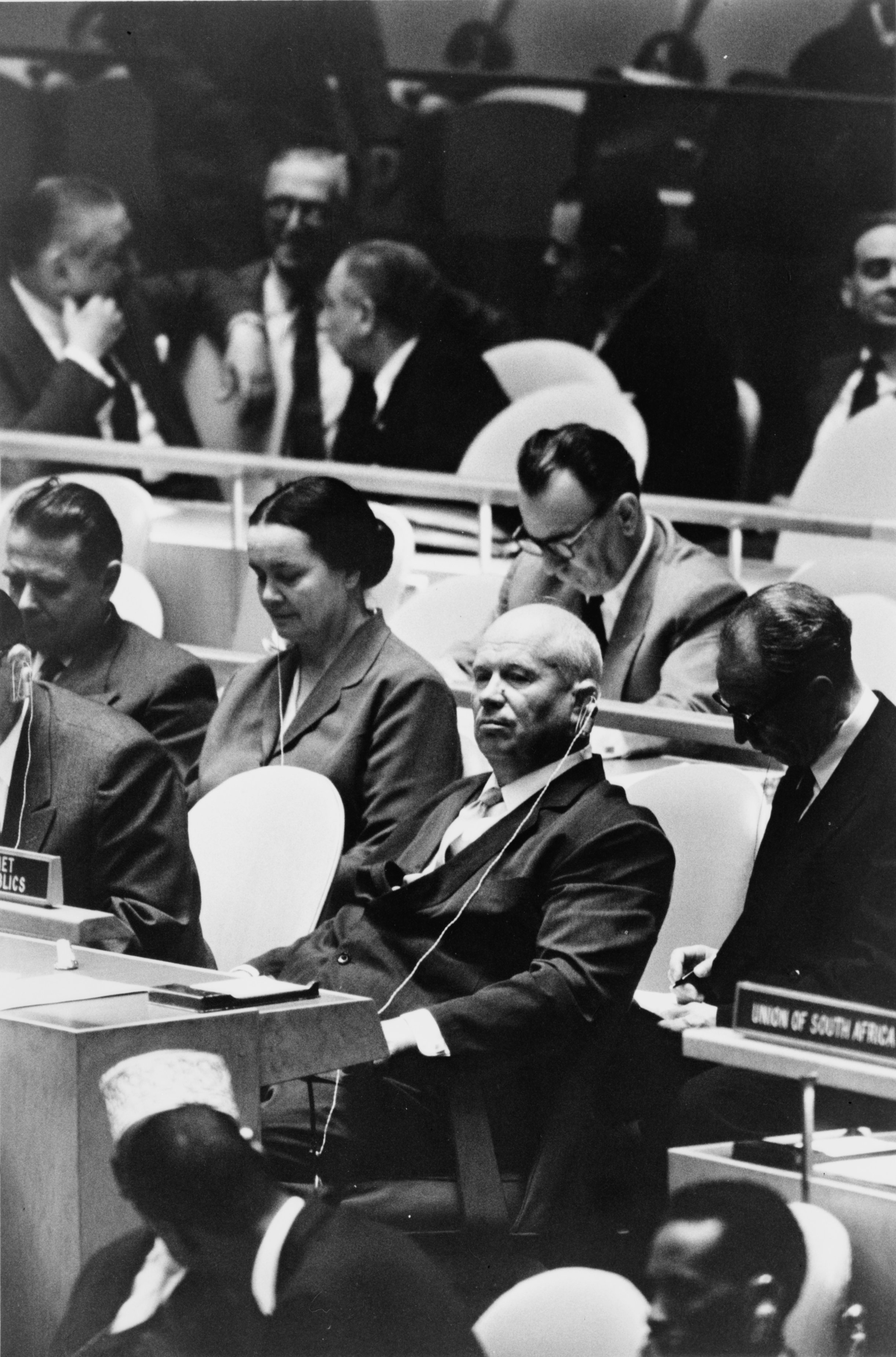
Nikita Chruschtschow mit Mironowa in der UNO-Vollversammlung im September 1960

Von 1959 bis 1962 war Mironowa Stellvertreterin des ständigen Vertreters der UdSSR bei der UNO. Von 1960 bis 1966 war sie ständige Vertreterin der UdSSR im UNO-Komitee für Frauenrechte. Darauf war sie bis 1982 ständige Vertreterin der UdSSR beim Büro der Vereinten Nationen in Genf.
Mironowa starb am 16. März 1991 und wurde in Moskau im Kolumbarium des Donskoi-Friedhofs beigesetzt.
An Mironowas Geburtshaus in Jadrin wurde 2012 eine Gedenktafel angebracht.

## Ehrungen, Preise
- Stalinpreis III. Klasse (1950) für die Entwicklung und Einführung einer Methode zur Produktion seltener Metalle und ihrer Verbindungen[2]
- Leninorden[2]
- Orden der Oktoberrevolution[2]
- Orden der Völkerfreundschaft[2]
- Orden des Roten Banners der Arbeit (zweimal)[2]
- Ehrenzeichen der Sowjetunion[2]
- Medaillen